# Meridiano 71 W
O meridiano 71 W é um meridiano que, partindo do Polo Norte, atravessa o Oceano Ártico, América do Norte, Oceano Atlântico, Mar das Caraíbas, América do Sul, Oceano Pacífico, Oceano Antártico, Antártida e chega ao Polo Sul. Forma um círculo máximo com o Meridiano 109 E.
Começando no Polo Norte, o meridiano 71º Oeste tem os seguintes cruzamentos:
| País, território ou mar | Notas |
| ----------------------- | --- |
| Oceano Ártico           | |
| Canadá                  | Ilha Ellesmere, Nunavut |
| Estreito de Nares       | |
| Gronelândia             | |
| Baía de Baffin          | |
| Canadá                  | Ilha de Baffin e Ilha Big, Nunavut |
| Estreito de Hudson      | |
| Canadá                  | Quebec |
| Estados Unidos          | Maine New Hampshire Massachusetts |
| Oceano Atlântico        | Boston Harbor - a leste de Boston |
| Estados Unidos          | Massachusetts |
| Oceano Atlântico        | Passa a leste da Ilha Grand Turk, Turcas e Caicos |
| República Dominicana    | |
| Mar das Caraíbas        | |
| Venezuela               | |
| Colômbia                | |
| Peru                    | |
| Brasil                  | Amazonas Acre |
| Peru                    | |
| Oceano Pacífico         | |
| Chile                   | Passa a oeste de Santiago do Chile |
| Argentina               | |
| Chile                   | |
| Argentina               | |
| Chile                   | Parte continental, Ilha Aracena, Ilha Grande da Terra do Fogo, Ilha Stewart e Ilha Londonderry                                                                               |
| Oceano Pacífico         | |
| Oceano Antártico        | |
| Antártida               | Ilha Alexandre I e parte continental - reclamada pela Argentina (Antártida Argentina), Chile (Província da Antártida Chilena) e Reino Unido (Território Antártico Britânico) |